# Alexandre Doisy
Pour les articles homonymes, voir Doisy.
Alexandre Doisy, né en 1980, est un saxophoniste issu de la tradition de l'école française de saxophone. Il est lauréat de prestigieux concours internationaux, notamment le concours de l'ARD de Munich qu'il remporte en 2001.
Il consacre une importante partie de son activité à l'orchestre en se produisant très régulièrement au sein de l'orchestre national de Lyon et de l'Orchestre de l'Opéra National de Lyon.
Il est depuis septembre 2023 le chef et directeur musical de l'Orchestre des Campus de Grenoble.